# Ocean City (New Jersey)
Ocean City è un comune degli Stati Uniti d'America, nella Contea di Cape May, nello Stato del New Jersey.